# 業餘望遠鏡製做

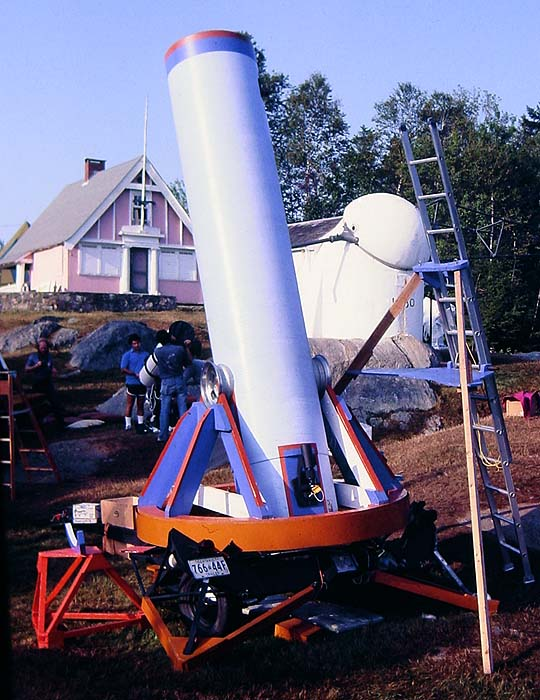
坐落在斯普林菲爾德望遠鏡製造商的家，斯特拉芬天文台的粉紅俱樂部會所前的一架22-英吋 牛頓反射鏡 。

業餘望遠鏡製做是將製做望遠鏡作為一種愛好的活動，而不是做為有償的專業工做或人員。業餘望遠鏡製造者（有時稱為ATM）製造儀器是為了個人享受科技的挑戰，做為獲得廉價或個人定製望遠鏡的一種管道，或做為天文學領域的研究工具。業餘望遠鏡製造者通常是業餘天文學領域的一個子群體。

## 開始
自從伽利略將荷蘭的一項發明用於天文用途以來，天文望遠鏡的製造一直是一門不斷發展的學科。伽利略時代之後的許多天文學家出於需要建造了自己的望遠鏡，但業餘愛好者為了自己的娛樂和教育而建造望遠鏡，似乎在20世紀才開始變得普遍。
在現代大規模生產的望遠鏡出現之前，即使是一架普通儀器的價格也往往超出了有抱負的業餘天文學家的承受能力。自己建造望遠鏡是獲得合適望遠鏡進行觀測的唯一經濟方法。許多出版的作品激起了人們對建造望遠鏡的興趣，例如愛爾蘭望遠鏡製造商威廉·弗雷德裏克·阿奇達爾·埃利森在1920年出版的《業餘的望遠鏡》一書
在20世紀20年代初的美國，拉塞爾·W·波特在《通俗天文學》上發表的文章和阿爾伯特·格雷厄姆·英戈爾斯在《科學美國人》上發表的關於波特和「斯普林菲爾德望遠鏡製造商」的文章，幫助擴大了人們對這個愛好的興趣。公眾對此非常感興趣，英格爾斯開始為《科學美國人》開設一個關於這一主題的定期專欄（催生了該出版品的「業餘科學家」專欄），後來被彙編成三本書，標題為《業餘望遠鏡製做》第1-3卷。這本雜誌擁有大批狂熱的讀者（有時被稱為「望遠鏡迷」）構建自己的工具。1933年至1990年間，《天空與望遠鏡雜誌》，由厄爾·布朗、羅伯特·E·考克斯和羅傑·辛諾特編輯，開設了一個名為「業餘望遠鏡製造拓荒者」的專欄。第二次世界大戰後，剩餘光學元件的現成供應以及後來的斯普特尼克危機和太空競賽也極大地擴大了這一愛好。

## 常見的業餘設計
儘管業餘愛好者建造的望遠鏡類型差異很大，包括折射鏡、施密特-卡塞格林望遠鏡和馬克蘇托夫望遠鏡，但最受歡迎的望遠鏡設計還是牛頓反射鏡，羅素·W·波特描述它為「窮人的望遠鏡」。牛頓望遠鏡的優點是設計簡單，能够以最小的成本實現最大的尺寸。由於該設計採用了一個前表面鏡作為其物鏡，因此它只有一個表面需要研磨和拋光，而馬克蘇托夫有三個表面，折射鏡和施密特-卡塞格林望遠鏡有四個表面。通常，6或8英寸（15或20）孔徑的牛頓望遠鏡是一個標準的啟動項目，由俱樂部項目或個人根據書籍或互聯網上的計畫構建。

### 鏡子製作

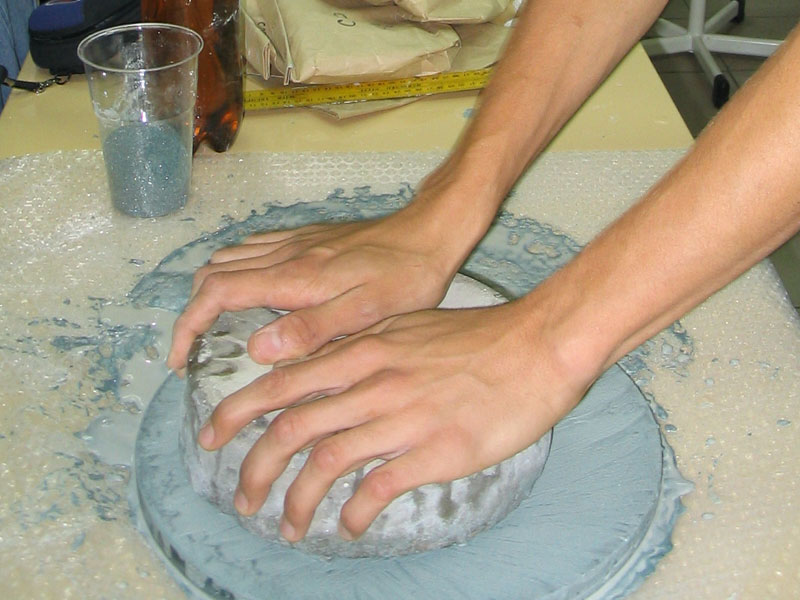
使用研磨劑和較小的工具在300鏡子上研磨鏡子（"ATM Korenica 2006"， 克羅地亞的村莊科雷尼察）

由於牛頓反射鏡是業餘望遠鏡製造者建造的最常見的望遠鏡，因此關於這一主題的大部分文獻都致力於主鏡的製造。鏡子最初是一塊平板玻璃，通常是平板玻璃或硼矽酸鹽玻璃（派萊克斯）。圓盤被仔細地研磨、拋光和修圖加工成極其精確的形狀，通常是抛物面。具有高焦比的望遠鏡可能會使用球面鏡，因為在這樣的焦比下，兩種形狀的差異是微不足道的。用於實現這種形狀的工具可以很簡單，包括一個類似大小的玻璃工具、一系列更精細的研磨劑和一種樹液製成的拋光研磨圈。通過一系列隨機的研磨，鏡子自然會變成球面形。此時，拋光行程的變化通常用於創建和完善所需的抛物面形狀。

#### 傅科試驗
大多數業餘愛好者用來測試鏡子形狀的設備，即傅科刀口檢驗，與用於創建表面的工具一樣易於製造。最基本的是，它由一個燈泡、一塊有針孔的錫箔和一個剃鬚刀片組成。

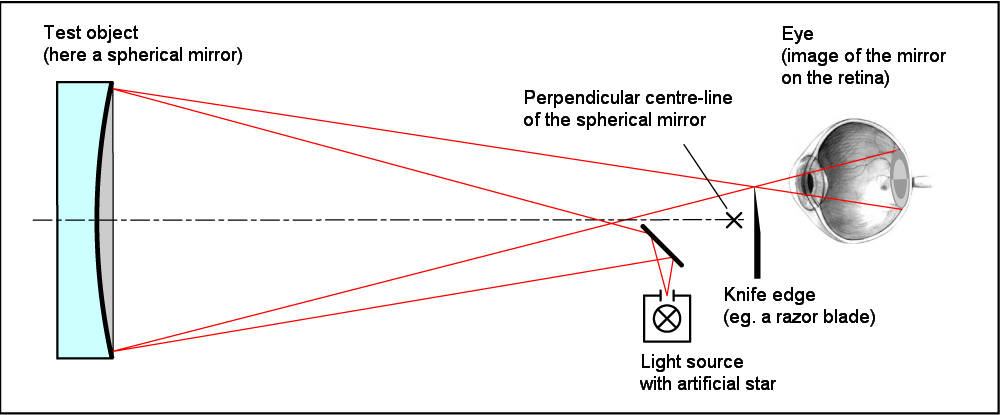
用於量測鏡子的傅科測試裝置。

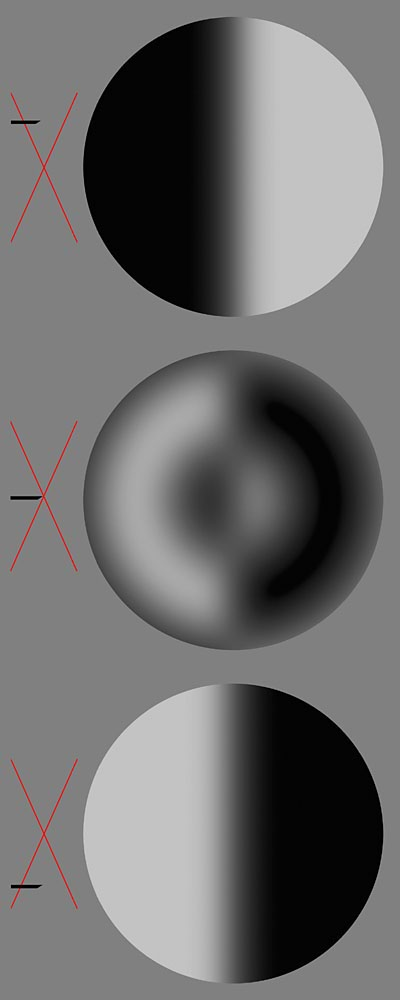
抛物面鏡，顯示刀刃在曲率半徑R（紅色X）內、在R和R外形成的傅科陰影圖案。

鏡子拋光後，垂直放置在支架上。傅科測試儀設定在接近鏡子曲率半徑的距離處。調整測試儀，使針孔光源的返回光束被刀刃中斷。從刀刃後面看鏡子，可以看到鏡面上的圖案。如果鏡面是完美球面體的一部分，則鏡子在整個表面上均勻發光。如果鏡子是球面形的，但有凸起或凹陷等缺陷，這些缺陷的高度會被放大。如果表面是抛物面，鏡子看起來像甜甜圈或菱形。通過在鏡子上放置一個特殊的掩模並用測試儀進行一系列量測，可以計算出鏡面與完美抛物面的相似程度。然後對這些數據進行縮減，並繪製出理想的抛物面弧度。
一些業餘望遠鏡製造者使用一種類似的測試，稱為龍池測試，用由幾根細平行線或玻璃板上的蝕刻組成的「格柵」代替刀刃。使用的其它測試包括Gaviola或Caustic測試，它可以更準確快速地量測鏡子的f/比，以及近年來通過經濟實惠的雷射器、數位相機（如網絡監視器）和電腦自製的干涉測試來實現。

#### 對鏡子進行鍍鋁或「鍍銀」處理
一旦鏡面具有正確的形狀，就會在前表面添加一層非常薄的高反射塗層材料。
從歷史上看，這種塗層是銀。鍍銀通常由鏡子製造者或用戶通過化學方法塗在鏡子上。銀塗層的反射率比鋁高，但腐蝕很快，幾個月後就需要重鍍。
自20世紀50年代以來，大多數鏡子製造者都通過薄膜沉積工藝塗覆鋁塗層（這項工作由一家專門從事這一過程的公司完成）。現代塗料通常由塗有保護性透明化合物的鋁層組成。
通過將鏡子放置在帶有電熱鎢或鎳鉻合金線圈的真空室中，因為這些線圈可以蒸發鋁，可以對鏡子進行鍍鋁處理。在真空中，熱鋁原子沿直線運動。當它們碰到鏡子表面時，會冷卻並粘住。一些鏡子塗層店會在鏡子上蒸鍍一層石英，而另一些則會將其暴露在純氧或空氣中的烤箱中，這樣鏡子就會形成一層堅硬、透明的氧化鋁層。

## 望遠鏡設計
業餘望遠鏡製造者製造的望遠鏡範圍從後院品種到對天文學領域做出有意義貢獻的精密儀器。業餘愛好者製造的儀器已被用於行星研究、天體測量學、光度學、彗星和小行星發現等，並有幾件獲得命名的例子。即使是該領域的「業餘愛好者」也可以分為幾個不同的類別，例如：觀測深空天體、觀測行星、太陽觀測、月球觀測以及所有這些類別天體的天文攝影。因此，望遠鏡的設計、尺寸和構造也各不相同。一些業餘望遠鏡製造者製造的儀器雖然看起來很粗糙，但完全適合它們的設計目的。其他人可能會努力追求更美觀的外觀和「完成」高水準的機械。由於一些業餘望遠鏡製造者無法獲得高精度加工設備，許多優雅的設計，如Poncet平台、克雷福德調焦器和杜布森望遠鏡已經發展起來：它們在不需要精密加工的情况下實現了功能性和穩定性。
施工難度是業餘愛好者選擇項目的另一個因素。對於給定的設計，構造難度大致隨著物鏡直徑的平方而增加。例如，孔徑為4英寸（100）的牛頓望遠鏡是一個相對容易的科學展覽項目。6至8-英寸（150至200-）牛頓型被認為是一個很好的折衷尺寸，因為構造並不困難，但這種孔徑的儀器在商業上購買的成本高昂。業餘愛好者已經建造了直徑高達1米的望遠鏡，但通常是小團體或天文俱樂部承擔與完成這樣的項目。

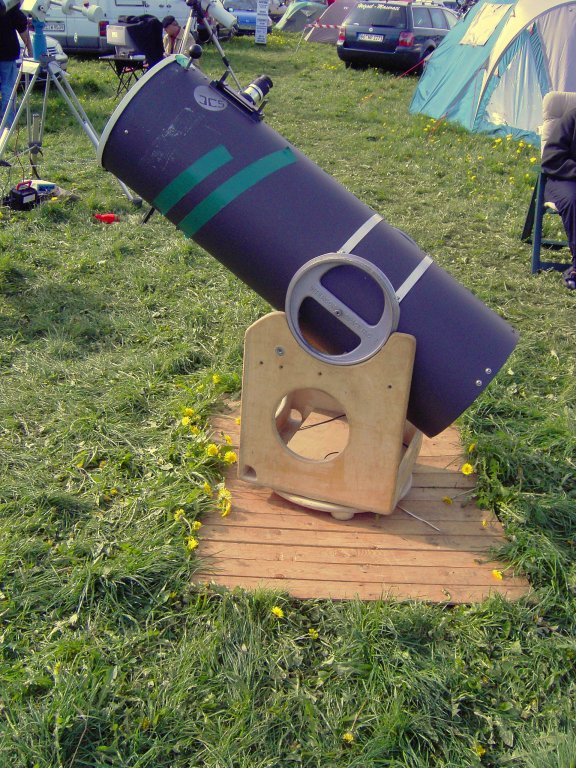
業餘者製造的中等大小的杜布森望遠鏡。

## 望遠鏡製做書籍和其它出版資訊

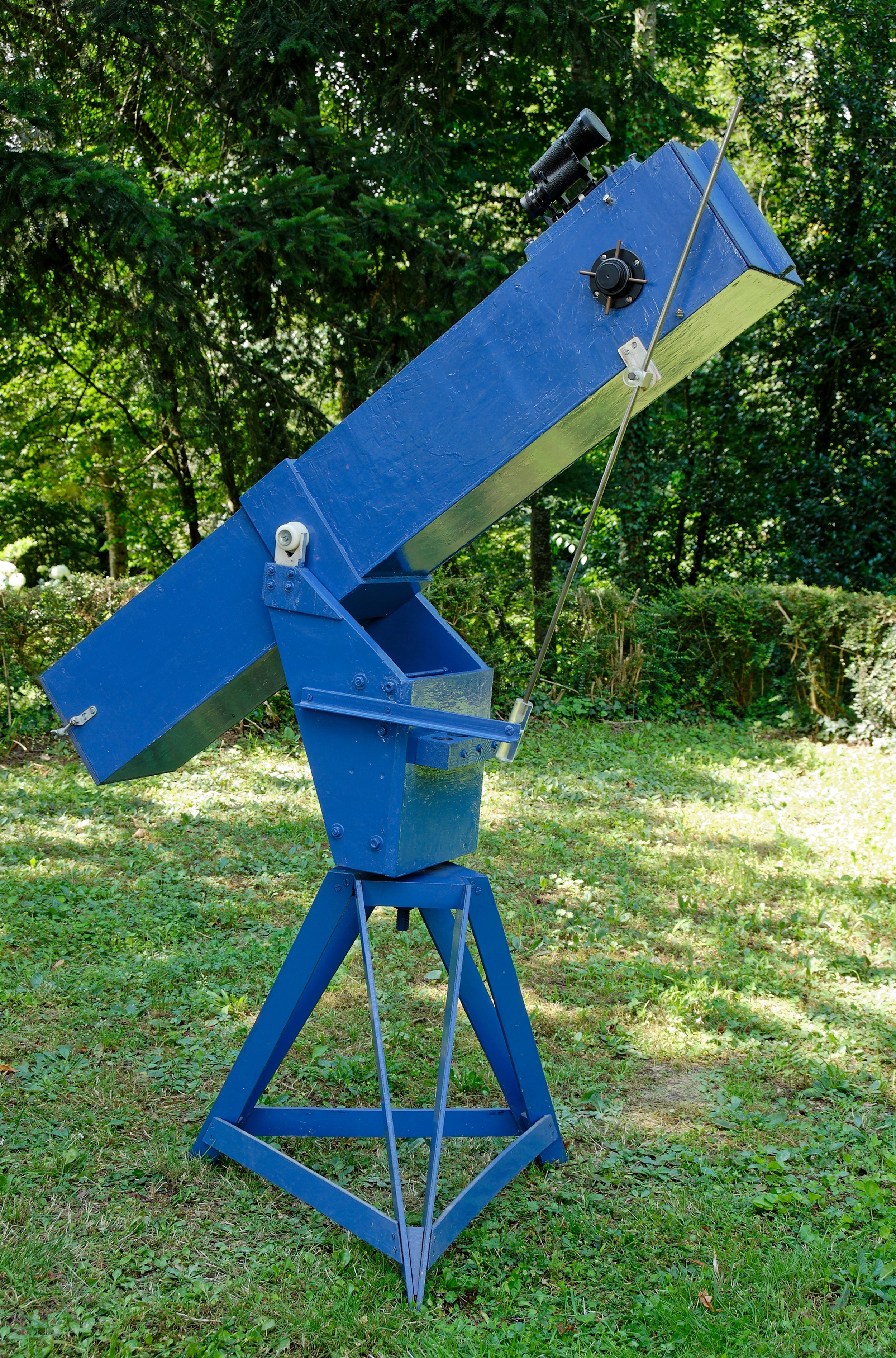
180 特克斯勞標準望遠鏡

- Albert G. Ingalls (ed.), Amateur Telescope Making (Vols. 1–3). Orig. edition: Scientific American; new rearranged edition: Willmann-Bell Inc.
- Allyn J. Thompson, Making Your Own Telescope, 1947, Sky Publishing, ISBN 0-933346-12-3. (An online version)
- Jean Texereau, How to Make a Telescope, Willmann-Bell, ISBN 0-943396-04-2
- David Harbour, Understanding Foucault, Netzari Press, ISBN 978-1-934916-01-8, (Amazon.com)
- David Kriege, Richard Berry, The Dobsonian Telescope: A Practical Manual for Building Large Aperture Telescopes, 1997, Willmann-Bell, ISBN 0-943396-55-7
- Richard Berry, Build Your Own Telescope, Willmann-Bell, ISBN 0-943396-69-7
- Harrie Rutten, Martin van Venrooij, Telescope Optics, Evaluation and Design, Willmann-Bell, ISBN 0-943396-18-2
- Neal Eltinge Howard, Standard Handbook for Telescope Making (Hardcover), Harper & Row, ISBN 978-0-06-181394-8
- Albert Highe, Engineering, Design and Construction of Portable Newtonian Telescopes (Hardcover), Willmann-Bell, ISBN 978-0943396958

## 外部連結
- A Little Amateur History (R.F. Royce) （页面存档备份，存于）
- A Manual for Amateur Telescope Makers by Karine and Jean-Marc Lecleire (PDF introduction) （页面存档备份，存于）
- Sacek, Vladimir, , July 14, 2006  [2009-06-22], （原始内容存档于2008-02-18）
- The Amateur Telescope Makers Email List （页面存档备份，存于） — also has searchable archives
- The ATM Site – A Short History of Amateur Telescope Making
- The Telescope Makers of Springfield, Vermont History at stellafane.com.
- Mikes Blog - Telescope workshop, astronomical instruments and innovations （页面存档备份，存于）
- How to Make a Eyepiece for Telescope （页面存档备份，存于）